# Velká Británie na Letních olympijských hrách 1972
Velkou Británii na Letních olympijských hrách v roce 1972 v německém Mnichově reprezentovalo 284 sportovců (210 mužů a 74 žen) v 18 sportovních odvětvích.

## Medailová umístění
| Medaile | Jméno                                                         | Sport             | Disciplína                          |
| ------- | ------------------------------------------------------------- | ----------------- | ----------------------------------- |
| Zlato   | Mary Petersová                                                | Atletika          | Ženy pětiboj                        |
| Zlato   | Richard Meade                                                 | Jezdectví         | Jezdecká všestrannost – jednotlivci |
| Zlato   | Mary Gordon-Watson Richard Meade Bridget Parker Mark Phillips | Jezdectví         | Jezdecká všestrannost – družstvo    |
| Zlato   | Chris Davies Rodney Pattisson (Helmsman)                      | Jachting          | Třída Flying Dutchman               |
| Stříbro | David Hemery David Jenkins Alan Pascoe Martin Reynolds        | Atletika          | Muži štafeta 4 × 400 m              |
| Stříbro | Ann Mooreová                                                  | Jezdectví         | Parkurové skákání – jednotlivci     |
| Stříbro | David Starbrook                                               | Judo              | Muži do 93 kg                       |
| Stříbro | David Wilkie                                                  | Plavání           | Muži 200 m prsa                     |
| Stříbro | David Hunt Alan Warren (Helmsman)                             | Jachting          | Třída Tempest                       |
| Bronz   | Ian Stewart                                                   | Atletika          | Muži běh na 5 000 m                 |
| Bronz   | David Hemery                                                  | Atletika          | Muži 400 m překážek                 |
| Bronz   | Ralph Evans                                                   | Box               | Muži váha lehká muší do 49 kg       |
| Bronz   | George Turpin                                                 | Box               | Muži váha bantamová do 54 kg        |
| Bronz   | Alan Minter                                                   | Box               | Muži lehkotěžká váha do 71 kg       |
| Bronz   | Michael Bennett Ian Hallam Ronald Keeble William Moore        | Cyklistika        | Družstvo mužů 4 000 m stíhací závod |
| Bronz   | Brian Jacks                                                   | Judo              | Muži do 80 kg                       |
| Bronz   | Angelo Parisi                                                 | Judo              | Muži bez rozdílu vah                |
| Bronz   | John Kynoch                                                   | Sportovní střelba | Muži 50 metrů průběžný cíl          |